# Gmina Holstebro (1970–2006)
Gmina Holstebro (duń. Holstebro Kommune) – w latach 1970–2006 (włącznie) jedna z gmin w Danii w ówczesnym okręgu Ringkjøbing Amt. 
Siedzibą władz gminy było miasto Holstebro. 
Gmina Holstebro została utworzona 1 kwietnia 1970 na mocy reformy podziału administracyjnego Danii. Po kolejnej reformie w 2007 r. weszła w skład nowej gminy Holstebro.

## Dane liczbowe
- Liczba ludności: (♀ 20 187 + ♂ 21 023) = 41 210
  - wiek 0-6: 8,9%
  - wiek 7-16: 13,3%
  - wiek 17-66: 65,9%
  - wiek 67+: 11,8%
- zagęszczenie ludności: 117,4 osób/km²
- bezrobocie: 3,7% osób w wieku 17-66 lat
- cudzoziemcy z UE, Skandynawii i USA: 93 na 10 000 osób
- cudzoziemcy z krajów Trzeciego Świata: 243 na 10 000 osób
- liczba szkół podstawowych: 14 (liczba klas: 247)